# Махи (река)
Махи (на английски: Mahi; на хинди: मही; на гуджарати: મહી) е река в Западна Индия, щатите Мадхя Прадеш, Раджастан и Гуджарат, вливаща се в Камбейския залив на Арабско море. Дължина 583 km, площ на водосборния басейн 34 842 km². Река Махи води началото си от северните склонове в западната част на планината Виндхия, в щата Мадхя Прадеш, на 556 m н.в. В горното си течение тече в северозападна посока покрай западните склонове на платото Малва. На около 30 km северно от град Бансвара завива на югозапад и запазва това направление до устието си. По цялото си протежение тече предимно по равнинна местност и западно от град Вадодара чрез голям естуар се влива в Камбейския залив на Арабско море. По време на летните мусони е многоводна, а през сухия сезон (зимата) на отделни места пресъхва. За регулиране на оттокът ѝ по течението ѝ са изградени няколко язовира (Бансвара, Ванакбори, Кадана), водите на които се използват основно за напояване. .